# Cờ nhà Thanh

Cờ nhà Thanh treo dọc

Quốc kỳ Nhà Thanh là một biểu tượng thông qua vào cuối thế kỷ 19 bao gồm Thanh Long trên một nền vàng với ngọc trai đỏ của con quạ ba chân ở góc trên bên trái. Nó trở thành quốc kỳ đầu tiên của Trung Quốc và thường được gọi là "Hoàng long kỳ" (phồn thể: 黃龍旗; giản thể: 黄龙旗; bính âm: huáng lóng qí).
Cai trị Trung Quốc từ năm 1644 cho đến khi lật đổ chế độ quân chủ trong Cách mạng Tân Hợi, nhà Thanh là triều đại cuối cùng trong lịch sử Trung Quốc. Giữa năm 1889 và 1912, triều đại đại diện cho mình với Hoàng long kỳ.

## Thiết kế
Trong suốt lịch sử của các triều đại đế chế Trung Quốc, màu vàng được coi là màu hoàng gia của các hoàng đế Trung Quốc kế tiếp. Các hoàng đế huyền thoại đầu tiên của Trung Quốc được mệnh danh là hoàng đế (tiếng Trung: 皇帝; bính âm: huáng dì). Các thành viên của hoàng tộc Trung Quốc thời đó là những người duy nhất được phép hiển thị màu vàng trong các tòa nhà và trên hàng may mặc. Hoàng đế Trung Quốc thường sử dụng một con rồng Trung Quốc như một biểu tượng của sức mạnh và sức mạnh của đế quốc. Thông thường, một con rồng năm móng chỉ được sử dụng bởi các hoàng đế. Trong văn hóa Trung Quốc, một viên ngọc trai rực lửa được thể hiện trên đỉnh đầu rồng. Ngọc trai gắn liền với sự giàu có, may mắn và thịnh vượng. Thiết kế của lá cờ chủ yếu dựa trên Biểu ngữ màu vàng của Bát Kỳ.
Bát Kỳ
Bát Kỳ đã hành chính/bộ phận quân sự dưới triều đại nhà Thanh vào đó tất cả các hộ gia đình Mãn Châu được đặt. Trong chiến tranh, Bát Kỳ có chức năng như quân đội, nhưng hệ thống biểu ngữ cũng là khung tổ chức cơ bản của tất cả xã hội Mãn Châu.

Hoàng kỳ
Hoàng viền kỳ
Bạch trơn kỳ
Hồng trơn kỳ

Bạch viền kỳ
Hồng viền kỳ
Xanh trơn kỳ
Xanh viền kỳ